# Harvey (Louisiane)
Pour les articles homonymes, voir Harvey.
Harvey est une « census-designated place » de la paroisse de Jefferson, en Louisiane, aux États-Unis,. Elle est située sur la rive gauche du Mississippi.

## Histoire
Au cours de l'ère coloniale française, le premier propriétaire de cette terre est Jean-Baptiste d'Estrehan Honoré de Beaupré, trésorier royal et contrôleur de la colonie française de la Louisiane. Il y établit une plantation. Il utilise ses esclaves pour creuser un fossé qui deviendra le canal de Harvey, coupant le sud des rives du fleuve Mississippi à l'arrière de Bayou Barataria, pour permettre un meilleur accès.
Des années plus tard, d'Estrehan paie des colons allemands de la région pour travailler à l'élargissement du fossé. Il les paie avec de petites parcelles situées en aval à Mechanicsham, l'actuelle ville de Gretna. D'Estrehan construit sa maison où le fossé rencontre les rives du fleuve, en le nommant Cosmopolite City.

## Source de la traduction
- (en) Cet article est partiellement ou en totalité issu de l’article de Wikipédia en anglais intitulé « Harvey, Louisiana » (voir la liste des auteurs).